# Fonderie Clementi
La Fonderie Clementi est une fonderie de bronze d'art française, située 7 ter rue du Docteur-Arnaudet à Meudon.

## Historique
Tullio Clementi, arrive à Paris en 1906 et créé sa propre fonderie en 1925 dans le 14e arrondissement. À sa mort, quatre ans plus tard, son fils Turriddu, né en 1916, devient apprenti fondeur chez plusieurs maîtres parisiens et en Italie.
Turriddu Clementi revient en France en 1933 et devient chef d'équipe de la Fonderie Bisceglia à Malakoff, puis directeur technique de la Fonderie Berjac à Meudon, fondée par Roseline Granet, Jacques Delahaye et Turriddu Clementi en 1959, au no 1 sentier des Allains. En 1963, Turriddu reprend seul la fonderie à son nom propre. Elle devient la Fonderie Clementi, toujours à la même adresse. En 1968, ayant bien développé son affaire, il est rejoint par son fils Gilbert qui reprend la direction de l'entreprise paternelle en 1977.
Turriddu  Clementi meurt en 1983. En 2001, Gilbert Clementi effectue le transfert de la fonderie à son adresse actuelle, 7 ter rue du Docteur-Arnaudet à Meudon. Il y réalise des agrandissements de sculptures, dont vingt fois l'originale  pour La Flèche de la vigie de François Stahly.
La dernière fonte avant le dépôt de bilan da la société eut lieu le vendredi 29 mai 2015.

## Artistes
Les œuvres de plus de six cents artistes ont été fondues par la Fonderie Clementi. Parmi les sculpteurs, on peut citer :
- Achiam
- Lydie Arickx
- Hans Arp
- José Guardi Artigas : La Porte bleue (1973), monument au plateau d'Assis
- Etienne Audfray : Mémorial de Noiseau (1987)
- Dominique Babinet : Les Atlantes (1993 pour Axa, avenue Matignon à Paris); bas-relief commémoratif Jean Jaurès (2010)
- Miquel Barceló: Mobili (2002), collection privée
- András Beck
- Françoise Bissara : Portes de la Mémoire (2003), relief monumental, collection Boehringer Ingelheim à Reims
- Antoine Bourdelle : Hommage à Rodin (1970)
- Jean Carton
- César
- Claude Cehes : Flèche (1991), CETIF, Issy-les-Moulineaux
- Charles Correa : Monument à De Gaulle et Malraux (1982) à Asnières
- Jacques Delahaye : Porte monumentale (1961)
- Lisbeth Delisle : Hommage à Édith Piaf (2003), place Edith-Piaf à Paris
- Barry Flanagan
- Philippe Garel : Monument Pierre Perrin à l'Île de La Réunion
- Émile Gilioli
- Roseline Granet : Monument à Jean-Paul Sartre (1984), Paris, Bibliothèque nationale de France; Monument aux droits de l'Homme (1989), centre d'art et de culture de Meudon; série de grandes sculptures pour hôtel Hyatt, Paris; groupe de six personnages (2009), collection privée
- Anne-Marie Guignon-Moretti : grand relief commémoratif (2008), Exposition universelle de Shanghaï en 2010
- Damien Hermelin : Résurrection (2010), Paris, cimetière du Père-Lachaise
- Georges Jeanclos : séries d'œuvres (1993) exposées à Paris à la galerie Trigano
- Jeanine Janet : Vénus (1976) pour le paquebot France
- François-Xavier Lalanne
- Gianinna Lanata-Ricard : Inti (2007), CFC de Guyancourt
- Étienne-Martin
- Roberto Matta: Eramen (1987), collection privée
- Jean Messagier
- Joan Miró: série d'œuvres commandées par la galerie Maeght
- Jean Monneret : Maurice Quentin de La Tour, Saint-Quentin (Aisne)
- Randa Néhmé : monuments Knowledge et Inspiration (2009), université du roi à Jeddah (Arabie saoudite)
- Pierre Peignot : Pierre Mendès France (1984), Paris, jardin du Luxembourg
- Martial Raysse : La Féria et La Jeune Fille (2008), La Flèche
- Jean-Paul Riopelle: Monument (1964-1965) à Montréal
- Paul Rebeyrolle
- Félix Rozen
- Niki de Saint Phalle : Triptyque OAS (1990), Paris, galerie de France; série d'œuvres dont Mariée à cheval (1995-1998)
- Jean-Michel Sanejouand: Silence (2001), collection privée; Le Magicien (2005), place de la Gare à Rennes
- Carlo Sarrabezolles
- Gavriélla Símossi : sculptures monumentales (1998), Île d'Ios (Grèce)
- François Stahly: La Flèche de la vigie (1983), Cap d'Agde
- Sam Szafran
- Takis
- Tim: Hommage au capitaine Dreyfus(1986), Paris; Monument aux Déportés de Monowitz-Buna. Auschwitz III (1993), Paris, cimetière du Père-Lachaise
- Cy Twombly
- Dominique Vial : Monument à Georges Brassens (1983), Paris, square Georges-Brassens
- Isabelle Waldberg : Le Grand temps 1965, Musée National d'Art Moderne Ville de Paris
- Hubert Yencesse: La Loire (1980), monument à Orléans
- May Zao

### Filmographie
- Le procédé de Clementi, réalisé par Jean Réal, avec la participation d'Agnès Bracquemond et Isabelle Waldberg, production 5 Continents, 1988
- Reportage sur la fonderie Clementi, dans Faut pas rêver, France 3, 2000
- Les inséparables [Roseline Granet et Gilbert Clementi], réalisé par Philippe Lamfranchi, production La Lanterne
- La statue de Voltaire à Saint-Claude, de Braco Dimitrievich, réalisation François Stuck, production Zarina Kahn
- Une journée chez Clementi avec Corneille , réalisation et production de Stéphane Garcia